# Steve Lawson (Fußballspieler)
Tevi Steve Lawson (* 8. August 1994 in Mantes-la-Jolie) ist ein togoischer Fußballspieler, der beim FK Sūduva in der A Lyga unter Vertrag steht. Der gebürtige Franzose vertrat Togo auf internationaler Ebene.

## Karriere

### Verein
Steve Lawson begann seine Karriere im Herrenfußball im Jahr 2012 bei OC Vannes in der dritten französischen Liga. Nach zwei Jahren für den Verein aus der Bretagne spielte er in der Saison 2014/15 für den Fünftligisten Saint-Colomban Sportive Locminé und ein Jahr später für die zweite Mannschaft des FC Évian Thonon Gaillard. 
Im Juli 2016 wechselte Lawson zum schweizerischen Zweitligisten FC Le Mont-sur-Lausanne. Für diesen bestritt er in der Spielzeit 2016/17 acht Spiele. Bereits nach einem Jahr wechselte er innerhalb der Schweiz zum Ligakonkurrenten Neuchâtel Xamax, nachdem sich Le Mont-sur-Lausanne freiwillig aus der Challenge League zurückgezogen hatte. Mit Xamax gelang Lawson in der Saison 2017/18 der Gewinn der Zweitligameisterschaft und dem damit verbundenen Aufstieg in die Super League.
Im August 2018 wechselte Lawson zum schottischen Erstligisten FC Livingston.

### Nationalmannschaft
Lawson war für den französischen und togoischen Fußballverband spielberechtigt. Im August 2017 debütierte er in der togoischen Nationalmannschaft in einem Freundschaftsspiel gegen den Niger.